# Rodney Hudson
William Rodney Hudson (* 12. Juli 1989 in Mobile, Alabama) ist ein ehemaliger US-amerikanischer American-Football-Spieler auf der Position des Centers. Er spielte zuletzt bei den Arizona Cardinals in der National Football League (NFL) und war zuvor für die Kansas City Chiefs und die Oakland / Las Vegas Raiders aktiv.

## College
Hudson erregte schon auf der Highschool durch sein sportliches Talent Aufsehen, obwohl er nebenbei auch noch regelmäßig arbeiten musste, um seine alleinerziehende Mutter zu unterstützen.
So erhielt er Angebote von mehreren Universitäten, entschied sich schließlich für die Florida State University und spielte für deren Mannschaft, die Seminoles, erfolgreich College Football, wobei er unterschiedliche Positionen in der Offensive Line bekleidete. Für seine konstant guten Leistungen wurde er wiederholt ausgezeichnet und in diverse Auswahlteams aufgenommen.

## NFL

### Kansas City Chiefs
Beim NFL Draft 2011 wurde er in der 2. Runde als insgesamt 55. Spieler von den Kansas City Chiefs ausgewählt. Bereits in seinem Rookiejahr lief Hudson in allen Spielen auf, einmal sogar als Starter. In der Vorbereitung 2012 konnte er sich einen Fixplatz erkämpfen, doch die Spielzeit war für ihn mit einem gebrochenen Bein bereits nach drei Spielen zu Ende. Die folgenden beiden Saisons bestritt er jedes Spiel der Chiefs als Starting-Center.

### Oakland / Las Vegas Raiders
2015 unterschrieb er bei den Oakland Raiders einen Fünfjahresvertrag über 44,5 Millionen US-Dollar. 2016 wurde er erstmals in den Pro Bowl gewählt. Im Jahr 2019 unterzeichnete Hudson eine dreijährige Vertragsverlängerung über 33,75 Millionen Dollar in Oakland, was ihn damals zum bestbezahlten Center der Liga machte. Nachdem zunächst über eine Entlassung von Hudson berichtet worden war, einigten sich die Raiders am 17. März mit den Arizona Cardinals auf einen Trade von Hudson und einem Siebtrundenpick gegen einen Drittrundenpick.

### Arizona Cardinals
In der Spielzeit 2021 bestritt Hudson 12 Partien für Arizona. In der Saison 2022 kam er verletzungsbedingt nur in vier Spielen zum Einsatz. Im März 2023 wurde Hudson von den Cardinals entlassen.